# Перов Георгій Васильович
Георгій Васильович Перов (грудень 1905, село Большой Ломовис Моршанського повіту Тамбовської губернії, тепер Тамбовської області, Російська Федерація — 18 квітня 1979, місто Москва, Російська Федерація) — радянський партійний діяч, голова Бюро ЦК ВКП(б) по Естонській РСР, 1-й заступник голови Ради народних комісарів Російської РФСР. Депутат Верховної Ради СРСР 2-го скликання.

## Біографія
Народився в родині селянина-середняка. Навчався в сільській школі. З дитячих років працював у господарстві батьків. У 1922 році вступив до комсомолу, організував комсомольський осередок у селі та став його секретарем.
З жовтня 1922 до жовтня 1923 року працював у господарстві батька в селі Большой Ломовис Моршанського повіту Тамбовської губернії. У жовтні 1923 — квітні 1924 року — завідувач хати-читальні в селі Большой Ломовис. З квітня до вересня 1924 року працював у господарстві батька в рідному селі. Був членом сільської ради, членом виконавчого комітету волосної ради, головою ревізійної комісії споживчого кооперативу, учасником повітових конференцій комсомолу та повітових з'їздів рад.
З вересня 1924 до вересня 1927 року навчався на робітничому факультеті в Тамбові, був головою виконавчого бюро робітфаку.
У вересні 1927 — квітні 1931 року — студент економічного факультету Ленінградського політехнічного (з вересня 1930 року — планового) інституту імені Калініна.
Член ВКП(б) з травня 1929 року.
У квітні 1931 — квітні 1936 року — завідувач навчальної частини, викладач Ленінградського планового інституту.
У квітні — липні 1936 року — завідувач культурно-просвітницького відділу Приморського районного комітету ВКП(б) міста Ленінграда. У липні 1936 — листопаді 1937 року — завідувач шкільного відділу Приморського районного комітету ВКП(б) міста Ленінграда.
У листопаді 1937 — травні 1938 року — в.о. 1-го секретаря, в травні — червні 1938 року — 1-й секретар Мгинського районного комітету ВКП(б) Ленінградської області.
У червні — грудні 1938 року — заступник завідувача, в.о. завідувача відділу керівних партійних органів Ленінградського обласного комітету ВКП(б).
У грудні 1938 — квітні 1939 року — 3-й секретар Ленінградського обласного комітету ВКП(б).
У червні 1939 — жовтні 1940 року — заступник голови і відповідальний секретар бюро Комісії партійного контролю при ЦК ВКП(б).
У жовтні 1940 — січні 1943 року — заступник голови правління Державного Банку СРСР. Одночасно, в серпні 1941 — січні 1943 року — начальник Управління польових установ Державного Банку СРСР.
27 січня — 25 червня 1943 року — заступник голови Ради народних комісарів Російської РФСР.
Одночасно, в січні 1943 — серпні 1946 року — начальник Управління державного забезпечення і побутового облаштування родин військовослужбовців РНК РРФСР.
У червні 1943 — листопаді 1944 року — 1-й заступник голови Ради народних комісарів Російської РФСР.
У листопаді 1944 — березні 1946 року — заступник голови Бюро ЦК ВКП(б) по Естонській РСР.
У березні — жовтні 1946 року — голова Бюро ЦК ВКП(б) по Естонській РСР.
У жовтні 1946 — травні 1948 року — секретар Ради у справах колгоспів при РМ СРСР.
У травні 1948 — березні 1953 року — заступник голови Державного планового комітету при РМ СРСР.
У 1952 році закінчив вечірнє відділення Військово-Юридичної академії в Москві.
У березні — вересні 1953 року — начальник відділу культури Державного планового комітету при РМ СРСР. Одночасно, з червня 1953 до серпня 1956 року — головний редактор журналу «Планове господарство».
У серпні 1953 — травні 1955 року — заступник голови Державного планового комітету при РМ СРСР.
У травні 1955 — січні 1957 року — заступник голови Державної економічної комісії РМ СРСР з поточного планування народного господарства. У січні — 30 квітня 1957 року — член колегії Державної економічної комісії РМ СРСР з поточного планування народного господарства.
У травні 1957 — січні 1958 року — заступник голови Державного планового комітету РМ СРСР із зведених поточних народногосподарських планів та питаннях республік. Одночасно, з серпня 1957 до березня 1960 року — головний редактор журналу «Планове господарство».
У січні 1958 — серпні 1959 року — 1-й заступник голови Державного планового комітету РМ СРСР — міністр СРСР.
У серпні 1959 — квітні 1962 року — голова Комісії Президії РМ СРСР з питань цін — міністр СРСР.
З квітня 1962 року — персональний пенсіонер союзного значення в Москві.
У лютому 1964 — квітні 1979 року — доцент економічного факультету Московського державного університету імені Ломоносова.
Помер 18 квітня 1979 року в Москві. Похований в колумбарії Новодівочого цвинтаря Москви.

## Нагороди
- два ордени Леніна
- орден Вітчизняної війни І ст.
- орден Трудового Червоного Прапора (8.12.1955)
- медаль «За оборону Москви»
- медаль «За перемогу над Німеччиною у Великій Вітчизняній війні 1941—1945 рр.»
- медалі